# Batalla d'Alcoi
La batalla d'Alcoi va tindre lloc a finals del mes d'abril de l'any 1276, i va enfrontar cristians i musulmans.

## Antecedents
Després de la Conquesta del Regne de València, els mudèjars, liderats per Al-Azraq es revoltaren en diverses ocasions.
El 1274 l'emirat de Gharnata i els benimerins van atacar els castellans a la riba del Guadalquivir, i nombrosos contingents d'aventurers es reuniren a l'entorn de Xixona per atacar la frontera granadina, però les incursions es van fer sobre les aljames murcianes i valencianes, i la Corona va reaccionar amb duresa, però entre març i abril de 1276 els mudèjars del Regne de València es revoltaren per tot el territori, i a principis de maig Al-Azraq retornà després de divuit anys d'exili amb genets magrebins atacant als colons i posà seriosament en perill el Regne.

## Batalla
Comandats per Al-Àzraq, els musulmans van provar de reconquerir Alcoi i les viles veïnes, que havien estat ocupades pels exèrcits de Jaume I dècades abans. El lloc va resistir sota les ordres del sacerdot Ramon Torregosa.
La llegenda conta que quan la victòria de la revolta mudèjar semblava clara, el 23 d'abril, els cristians van ser auxiliats per Sant Jordi de Capadòcia, qui es va aparèixer cavalcant un cavall blanc i amb un creu roja al pit. Sant Jordi va llançar núvols de sagetes als guerrers musulmans, de manera que va trencar el setge. El cabdill Al-Àzraq va ser una de les víctimes de les fletxes santjordianes.

## Conseqüències
Després de sotmetre diversos castells i destruir als genets magrebins, Pere el Gran assetjà el Castell de Montesa el 15 de juliol de 1277, que hagué de rendir a l'assalt el 29 de setembre. La revolta finalitzà l'octubre del 1277, abans que els granadins i els nord-africans pogueren socórrer els mudèjars. Pere I ordenà desarmar-los sense que foren castigats, però el procés de colonització es consolidà, reduint la població indígena a situacions de segregació i submissió.

## Llegat en l'actualitat
A partir d'aquest moment, Sant Jordi serà el patró de la ciutat d'Alcoi, i en record d'aquest fet històric se celebrarien les actuals festes de Moros i Cristians, en el que la Diada del 23 d'abril hi té lloc el Dia dels Trons, amb el llançament d'una gran quantitat de pólvora.